# Leo Ejup
Leo Ejup, slovenski nogometaš, * 9. september 1994, Novo mesto.
Ejup je profesionalni nogometaš, ki igra na položaju branilca. Od leta 2020 je član avstrijskega kluba Celovec. Ped tem je igral za slovenske klube Belo krajino, Olimpijo, Radomlje, Krško, Rudar Velenje in Krka. Skupno je v prvi slovenski ligi odigral 103 tekme in dosegel deset golov. V letih 2015 in 2016 je odigral enajst tekem za slovensko reprezentanco do 21 let.